# Sarpsborg
Sarpsborg è un comune e una città della Norvegia situata nella contea di Østfold. Ha ricevuto lo status di città nel 1839.
I confini attuali risalgono al 1992 quando vennero incorporati i comuni di Varteig, Skjeberg e Tune.

## Geografia fisica
Il comune di Sarpsborg è situato nella parte sudorientale del paese. Il centro abitato omonimo si estende su entrambe le rive del fiume Glomma fino alla confluenza fra il fiume Glomma e il Visterflo. Nei pressi della città il fiume Glomma forma la cascata di Sarpefossen sovrastata da un ponte stradale e ferroviario opera dell'ingegnere Jess Julius Engelstad (1822 – 1896).
Il territorio comunale, per lo più pianeggiante, comprende vaste estensioni di foreste situate soprattutto a nordovest e nella parte orientale e che coprono circa il 59% (dato del 2016) del territorio, la massima elevazione è pari a 216 m s.l.m. A sud vi si inoltra l'ampia insenatura dello Skjebergkilen su cui si affacciano il centro abitato di Høysand, poco più a nord e nell'interno si trova la cittadina di Skjeberg.
A sud della cascata l'area industriale è dominata dagli edifici dell'azienda chimica Borregaard, fondata a Sarpsborg nel 1889.

## Storia
La città è una delle più antiche della Norvegia, venne infatti fondata nel 1016 dal re vichingo Olav Haraldsson (Sant'Olav) che risalendo il Glomma fu fermato dalla cascata Sarpefossen, fondò una città e la chiamò Borg. Borg fu la capitale norvegese sino alla morte del re nel 1030. Nel 1567 gli svedesi la rasero al suolo durante la guerra del nord dei sette anni e perciò gli abitanti decisero di costruire una nuova città, più vicina al fiume Glomma. Nel 1567 il titolo di città venne trasferito alla vicina Fredrikstad, così chiamata in onore a re Federico II. Sarpsborg riottenne lo status di città nel 1839.

## Cultura
In città si trova il Museo Borgarsyssel che documenta la storia culturale di Østfold dal Medioevo in poi.

## Amministrazione

### Gemellaggi
Sarpsborg è gemellata con:
- Betlemme, Palestina, dal 1997
- Berwick-upon-Tweed, Regno Unito
- Södertälje, Svezia
- Grand Forks (Dakota del Nord), Stati Uniti
- Struer, Danimarca
- Forssa, Finlandia